# Рудник Джебель-Заккар
Рудник Джебель-Заккар – колишнє гірничодобувне підприємство на півночі Алжиру.
Для розробки родовища в 1904-му створили компанія Société des Mines du Zaccar і того ж року рудник видав перші тони руди, яка вирізнялась доволі високою якістю – при вмісті заліза 50% вона мала дуже низький вміст фосфору та сірки. Розробку вели як відкритим способом, так і штольнями, після чого руду відправляли по власній гілці завдовжки 9 км до залізничної станції на лінії Алжир – Оран з наступним вивозом через порт Алжир. 
В 1905-му видобули 90 тисяч тон, після чого цей показник безперервно зростав до 1912-го, коли рудник видав 227 тисяч тон. Далі послідувала певна стабілізація, а в 1915 та 1916 роках відзначався доволі суттєвиц спад – 181 та 194 тисячі тон відповідно. Втім, варто відзначити, що мобілізація французьких працівників після початку Першої світової війни мала сильний негативний вплив на більшість алжирських копалень, так що деякі навіть були вимушені зупинитись.
В 2021-му видобули 200 тисяч тон, в 1925 та 1926 роках по 186 тисяч тон, а в 1927-му на тлі підвищеного попиту зі сторони англійської металургійної промисловості змогли відвантажити споживачам 294 тисячі тон руди. При цьому хоча станом на 1909 рік запаси родовища оцінювали лише у 3 млн тон, подальша розвідка дозволила кардинально збільшити їх і в 1929-му повідомлялось про 35 млн тон запасів.
В 1934-му відвантаження з Джебель-Заккар становили 201 тисячу тон, наступного року цей показник зріс до 239 тисяч тон, в 1936-му досягнув 276 тисяч тон, а у 1937-му вийшов на новий рекордний рівень у 345 тисяч тон. Втім, далі почалось зниження і в 1939-му відвантажили 266 тисяч тон.
В 1946-му, одразу після завершення Другої світової війни, на руднику вилучили 117 тисяч тон руди. Далі відбувалось щорічне зростання і в 1950-му цей показник досягнув 242 тисяч тон, потім трохи знизився, але вже у 1953-му склав 346 тисяч тон. 
Після надбання Алжиром незалежності роботи на руднику припинили в 1963-му, після чого він був націоналізований та переданий компанії B.A.R.E.M. В 1964-му експорт продукції відбувався лише до СРСР, проте вже наступного року уклали новий контракт, що дозволив відновити роботу в Великобританією.
В 1975-му рудник в Джебель-Заккар закрили.